# Santa Maria Maddalena e Santa Maria Egiziaca
Le tele comunemente note come Santa Maria Maddalena e Santa Maria Egiziaca e convenzionalmente raggruppate come Sante eremite sono due dipinti che rappresentano due figure femminili in lettura e meditazione realizzati dal pittore veneziano Tintoretto tra il 1583 e il 1587 nel suo ultima ciclo a soggetto mariano per la sala terrena della Scuola Grande di San Rocco a Venezia e ivi ancora conservate.

## Descrizione
La comune definizione di Santa Maria Maddalena e Santa Maria Egiziaca prende origine nella pubblicazione con questi titoli, per la prima volta, ad opera Giannantonio Moschini nella sua Guida per la città di Venezia, identificazioni ancora accettate, in realtà resta rilevante il dubbio che rappresentino due soggetti correlati ma ancora oscuri e conseguentemente anche il loro significato resta sospeso.
L'identificazione con queste due sante eremite è stata fortemente messa in dubbio da Romanelli nel 1994i seguito da diversi altri studiosi, tuttavia anche più di recente altri hanno difeso le identificazioni tradizionali.
La questione di fondo rimane che le opere non vanno lette disgiuntamente, non solo per l'identificazione delle due sante, piuttosto per il senso del loro inserimento in una serie di tele di ispirazione mariana ed ai vangeli dell'infanzia, ma anche per la peculiare composizione, anomala rispetto al resto del ciclo. A proposito di quest'ultima anomalia, nel 1951 la somiglianza con il bozzetto dell'Eremita in un paesaggio della Princeton University, aveva spinto Hans Tietze a supporre che le tele fossero originariamente destinate ad un altro sito devoto all'eremitaggio e successivamente ricollocate a San Rocco.
Ma l'illuminazione definita come proveniente dalle finestre che aprono il muro di fondo della sala, nonché l'adattamento delle misura allo spazio residuo verso gli angoli delle pareti, fanno considerare che siano state proprio concepite per questo sito. Inoltre è stato supposto nel 1584 fossero già in loco: infatti in una ricevuta del 27 maggio 1584 si parla del rivestimento protettivo sulle pareti con delle tavole per «due quadri grandi» e dell'esecuzione delle cornici per altri «due quadri da bas[s]o». E qui la differenziazione nel definire le dimensioni porta a ipotizzare che i due non grandi siano stati appunto le Sante eremite, unici quadri della sala terrena a non poter venir definiti grandi. Resta problematico il fatto che questi teleri vennero ignorati dalla letteratura finché Zanetti nel 1771 li citò blandamente a conclusione della descrizione della sala terrena della Scuola: «Negli angoli vi sono per riempimento alcuni paesi, dall'istesso pittore dipinti».
I due dipinti rivelano una nuova attenzione alla natura del Tintoretto, percepibile anche nella Fuga in Egitto del medesimo ciclo. Ambedue i teleri presentano due piccole figure femminili nimbate in un paesaggio crepuscolare, illuminato da una luce radente, immaginata come proveniente dalle bifore al fondo della sala: da destra per la supposta Maddalena e da sinistra per l'altra. La prima, rivolta verso gli osservatori, legge un grande libro aperto sulle sue ginocchia, la supposta Egiziaca volge invece le spalle e pare meditare con lo stesso libro abbandonato in grembo. Ambedue le sante siedono sulla sponda di un ruscello sulla cui riva opposta cresce un grande albero. Per la Maddalena si tratta di una latifoglia che affonda le proprie radici nel ruscello e protende i rami verso il cielo; una colomba è appollaiata sul grosso ramo della prima biforcazione. La palma dell'Egiziaca appare invece ripiegata su sé stessa. Il paesaggio della Maddalena appare desolato mentre nell'altro appaiono, in secondo piano ed in lontananza, alcune costruzioni e un tronco abbattuto fa da ponte sul torrentello. 
Romanelli, proprio in un'analisi di tutti i cicli tintorettiani a San Rocco, rilevò la mancanza dei connotati tradizionali dell'agiografia e dell'iconografia delle sante nominate, su cui già nel 1980 anche Jòzef Grabsky aveva incidentalmente posto la medesima questione: Maria Egiziaca non appare «nuda e bruciata dall'ardore del sole», con i tre pani ormai pietrificati ma che costituirono il cibo sufficiente in quarantasette anni di eremitaggio, come narrato nella Legenda Aurea; quanto a Maria Maddalena, sebbene la Legenda non ne descriva l'aspetto emaciato dopo aver vissuto per trenta anni in una «spelonca» del deserto, nemmeno sono presenti tutti i "particolari" che avevano ispirato gli altri grandi pittori: la boccetta di unguento e i lunghi capelli della penitente. Lo studioso constatando la somiglianza con la Vergine rappresentata in altri teleri dello stesso ciclo (Annunciazione e Adorazione dei Magi), propone allora dubitativamente qualche alternativa. L'ispirazione alle acque amare del Protovangelo di Giacomo, dove prima Giuseppe e poi Maria vengono inviati nel deserto dal gran sacerdote dopo aver bevuto l'acqua ed entrambi ne tornano salvi, oltre a essere un unicum  non spiega il raddoppio dell'immagine. Un'altra ipotesi troverebbe ispirazione nel Vangelo arabo dell'infanzia dove si narra che anche la sorella Elisabetta fuggì in Egitto e quindi i due quadri potrebbero essere un'estensione della vicina Fuga in Egitto a cui sono legati nel nuovo sentimento della natura ora espresso da Jacopo. In un'ulteriore ipotesi Romanelli propone l'identificazione delle due figure in metafore di un'iconografia ricorrente: l'Ecclesia e la Sinagoga. Qui Tintoretto, in alternativa all'usuale rappresentazione della Sinagoga con gli occhi bendati, fa volgere lo sguardo della donna indietro, verso la vecchia legge e l'Antico Testamento, in contrapposizione con l'altre rivolta verso la nuova legge del Nuovo Testamento.
Ester Brunet segue nei dubbi sulla congruità delle due eremite in un ciclo mariano e le ripropone come due raffigurazioni di Maria, magari in momenti diversi come l'alba e il tramonto, intenta a meditare sulle profezie dell'Antico Testamento e il loro progressivo inverarsi. Il senso è quello espresso in molti testi medievali monastici, che però non vengono esemplificati nel saggio, dove Maria è descritta cresciuta leggendo e interiorizzando le sacre scritture e così attua un continuo confronto tra ciò che è tramandato e quello di cui è testimone.
Sempre ad una doppia raffigurazione di Maria si riferisce lo studio di Valentina Sapienza, che però approfondisce ipotetiche relazioni col pensiero di Guillaume Postel che qui non interessano. Oltre alla forte presenza degli alberi che dominano le due scene sottolinea l'identità delle due figure che indossano anche uguali vesti anche nel colore e la caratteristica del libro che, date le grandi dimensioni, non potrebbe essere di sole preghiere. Avvisa anche che l'atto di volgersi indietro della Maria contemplativa potrebbe non significare necessariamente il pensiero ad un tempo passato ma una situazione d'attesa. E definisce le due inscindibili figure come "Maria Madre del Mondo".
In un saggio più recente viene difesa l'identificazione di Maria Maddalena naturalmente associata all’altra ex prostituta penitente Maria Egiziaca. La presenza di questi due teleri nella sala terrena, come invito alla penitenza e messaggio di una delle funzioni della Scuola, viene da messa in relazione con la funzione di luogo di elargizione di aiuti ai più poveri sotto il controllo del Guardian da Matin che aveva il suo ufficio in una saletta contigua. Viene anche sottolineato il rapporto, non secondario, della confraternita con l’Ospedale degli Incurabili primo luogo demandato alla cura e al ricovero delle prostitute istituito per combattere la diffusione della sifilide a Venezia.